# Camille Solis
Stephanie Camille Solis (ur. 16 listopada 1971) – belizeńska kolarska szosowa, uczestniczka letnich igrzysk olimpijskich.
Solis reprezentowała Belize na letnich igrzyskach olimpijskich w wyścigu indywidualnym ze startu wspólnego dwukrotnie, w 1992 w Barcelonie i 1996 w Atlancie. W obu przypadkach nie ukończyła rywalizacji.